# Taller Literario Fragua
El Grupo Cultural Fragua nació a partir del Taller Literario Fragua, fundado en la ciudad de San Fernando en 1979, por Lorenzo González, Bernardo Rebolledo, Orlando Maturana y Mario Pérez, bajo el alero de la Casa de la Cultura de San Fernando  durante la dictadura militar.   

## Reseña biográfica
En sus inicios, el taller literario fue creado con el objetivo de recuperar el desarrollo cultural de San Fernando y debió funcionar bajo la clandestinidad dada la represión política y cultural existente en Chile posterior al Golpe de Estado de 1973. Se realizaban reuniones clandestinas una vez a la semana, en las que desarrollaban y exponían sus creaciones literarias que se caracterizaban por la crítica a la dictadura de Augusto Pinochet, la cotidianeidad de la vida en dictadura y la lucha por la democracia.
Los integrantes del grupo literario exigieron que la Casa de la Cultura de San Fernando fuese reabierta y poco a poco retomaron espacios culturales que habían sido censurados por años.  Desde esta sede comenzaron a realizar actividades culturales dirigidas a la comuna, además de producir y publicar sus creaciones literarias a través de la Revista literaria “Fragua”. La cual era autofinanciada por sus miembros, apoyados en su diseño por el artista sanfernandino Ronald Varas.
La revista era distribuida por sus propios miembros a nivel local y nacional. Algunos de sus integrantes publicaron en revistas de circulación nacional, como Orlando Maturana bajo el seudónimo de “Paulo Paulo Maturana” en la revista La Bicicleta, su poema “Yo quiero que vuelvan los griegos” y Lorenzo González en la revista Poesía Diaria de Temuco, dirigida por Elicura Chihuailaf, Premio Nacional de Literatura.
- Datos: Q113461416